# Guillem II de Cervera (senyor de Juneda i Castelldans)
Guillem II de Cervera "el Gros" (? - 1164?) va ser un cavaller del llinatge català dels Cervera, senyor de Juneda, Castelldans, Gebut i Cérvoles.

## Orígens familiars
Era fill de Guillem I de Cervera i de Maria (o Solastern).

## Matrimoni i descendents
En casà amb Ermessenda, de llinatge no conegut. D'aquest matrimoni nasqueren:
- Guillem III de Cervera, senyor de Juneda i Castelldans.
- Ramon de Cervera (senyor de Gebut), que inicià la branca dels Cervera de Gebut.

## Biografia
L'any 1154 participà en la conquesta de Siurana. El 1161 es feu monjo del Monestir de Santa Maria de Poblet.